# Рихард Гессенский
Рихард Вильгельм Леопольд Гессенский (14 мая 1901 — 11 февраля 1969), принц Гессен-Кассельский. Офицер СС, обергруппенфюрер НСКК, пятый сын Фридриха Карла I. Президент Немецкой ассоциации безопасности дорожного движения. Умер неженатым и бездетным.

## Биография
Родился во Франкфурте-на-Майне. Пятый сын принца Фридриха Карла Гессен-Кассельского, короля Финляндии (1918) и главы Гессенского дома (1925—1940), и принцессы Маргариты Прусской.Старший брат-близнец Кристофа Гессенского (1901—1943).Его дядей по материнской линии был последний германский император Вильгельм II. Правнук королевы Великобритании Виктории и принца Альберта Саксен-Кобург-Готского через их старшую дочь Викторию, жену германского императора Фридриха III.Оставаясь всю жизнь холостым, принц Рихард Вильгельм Леопольд Гессенский и не имел детей. Рихард которого в семье ласково прозвали «Ри», вырос в любящей и дружной семье. Он получил космополитическое образование, данное гувернантками и наставниками разных национальностей. Помимо немецкого, он выучил английский, которым семья широко пользовалась в личной жизни.

## Карьера

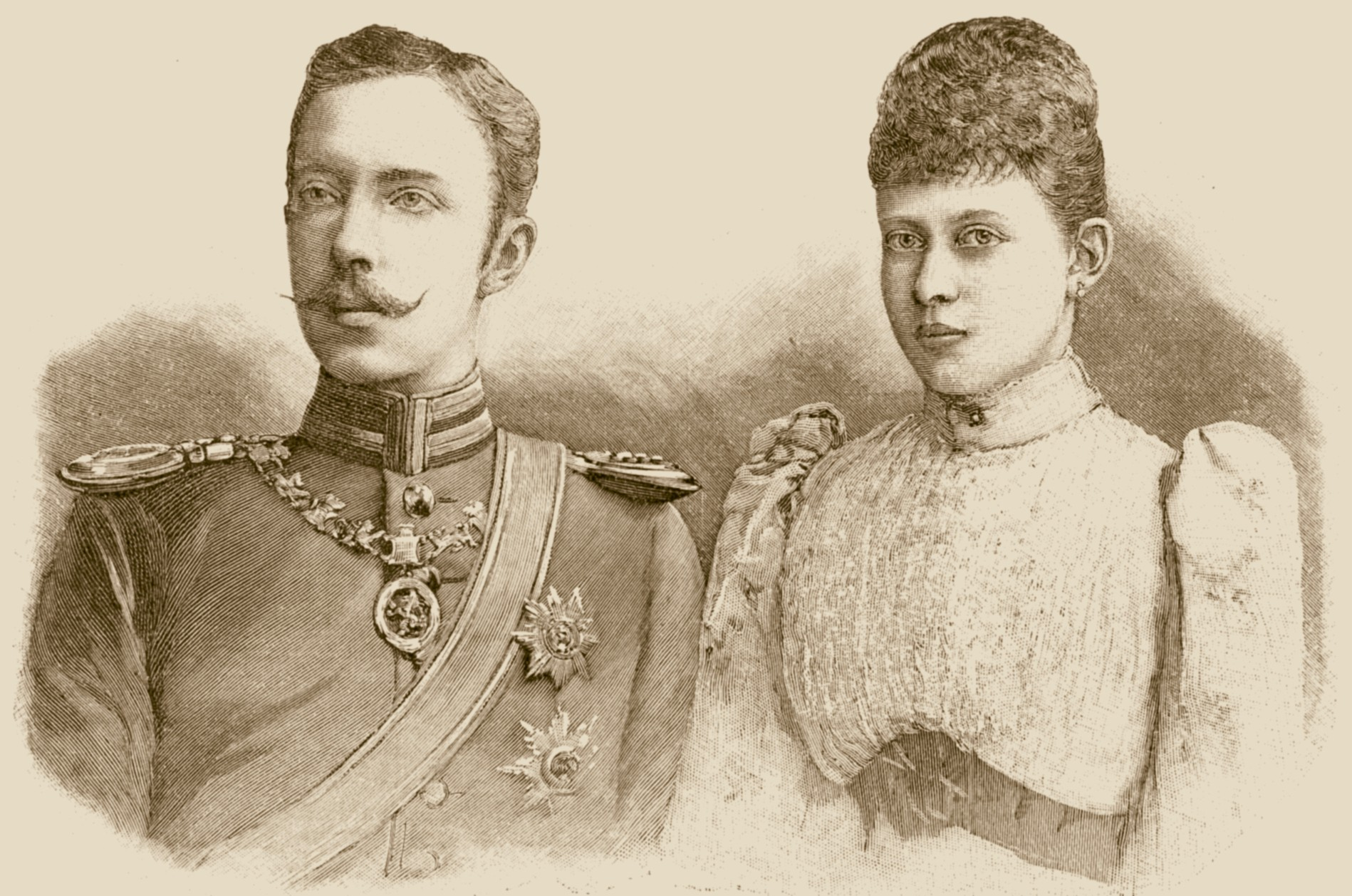
Фридрих Карл Гессен-Кассельский и Маргарита Прусская, родители принца Рихарда Гессенского.

Слишком молодые, чтобы быть мобилизованными, когда началась Первая мировая война, Рихард и Кристоф Гессен-Кассельские провели большую часть конфликта в Шёнберге-им-Таунусе, где они получили образование в Реформистской реальной гимназии. В отличие от своего брата-близнеца, который не сдавал экзамен, Ричард получил аттестат в 1920 году. После Первой мировой войны Ричард изучал гражданское строительство и машиностроение в Дармштадтском технологическом университете. Увлеченный транспортным и автомобильным машиностроением, он также вступил в Allgemeiner Deutscher Automobil-Club. С сентиментальной точки зрения Рихард попадает под обаяние дальней родственницы, Софии Греческой и Датской, с которой познакомился примерно в 1927 году. Однако она влюбляется в Кристофа Гессенского, и именно за него она вышла замуж, в 1930 году. В 1918 году поражение Германии от Антанты сопровождалось волной революций, свергнувших одну за другой германские династии. Тесно связанные с бывшим кайзером Вильгельмом II, сестрой которого является принцесса Маргарита Прусская, они затем подверглись нападению революционеров. Их лошади и экипажи были конфискованы, и семья пережила тяжелые годы страданий. В этой нестабильной обстановке Рихард и Кристоф записываются в качестве вспомогательных сил (Фрайкор) для защиты транспорта, проходящего через Фридрихсхоф, в ожидании прибытия французских оккупационных войск. После Первой мировой войны общался с Франком Бухманом в замке Фридрихсгоф.Как и трое его братьев, Ричард с энтузиазмом относился к нацизму. Таким образом, в 1932 году принц вступил в СА и НСДАП одновременно.
Летом 1933 года он также активно участвовал в организации мероприятий, связанных с нацистской партией, в частности  Нюрнбергского съезда 1 августа 1932 г. поступил в НСДАП (билет №1 203 662). В 1935/39 годах – руководитель группы НСКК «Гессен». 29 марта 1936 г. баллотировался в рейхстаг, однако не был избран. В 1938 году снова безуспешно принял участие в выборах.

## Вторая мировая война
В августе 1939 года Рихард был призван в Вермахт в звании пионера-сержанта и с 1940 по 1943 год находился в Норвегии. В связи с «королевским указом» Гитлера, исключавшим от военной службы членов бывших королевских семей, он был уволен из вермахта в звании старшего лейтенанта в январе 1943 года и вновь работал в НСКК, временно в отделе кадров в Мюнхене, затем с октября С 1943 года до конца войны в инспекции автоспортивных школ. Арестованный американским CIC (Корпусом контрразведки) в июне 1945 года и интернированный в Баварии, он был освобожден летом 1946 года. В процессе денацификации в 1948 году он первоначально был классифицирован как «жертва нацизма», а в апелляционном процессе годом позже - как «последователь».
После Второй мировой войны Рихард некоторое время помогал своему брату Вольфгангу в управлении Hessische Hausstiftung.Впоследствии он был назначен руководителем дорожного надзора земли Гессен. Эта должность позже привела его к тому, что он стал президентом Deutsche Verkehrswacht. В эти же годы Рихард Гессен-Кассельский присоединился к духовному движению «Моральное перевооружение», основанному лютеранским пастором Франком Бухманом. Там он общался со своим двоюродным братом, королем Румынии Михаилом I. Принц Рихард Вильгельм Леопольд Гессенский умер в 1969 году.

## Родственные связи
- Отец — Фридрих Карл Людвиг Константин Гессен-Кассель-Румпенхеймский (нем. Friedrich Karl Ludwig Konstantin von Hessen-Kassel-Rumpenheim, Prinz zu Hessen-Kassel-Rumpenheim; 1 мая 1868, поместье Панкер, Гольштейн — 28 мая 1940, Кассель) — принц Гессен-Кассель-Румпенхеймский, который в конце 1918 года был избран королём Финляндии. Единственный в истории страны правитель, носивший такой титул.
- Мать — Маргарита Прусская (нем. Margarethe von Preußen, фин. Margaret Preussin), или Маргарита Беатриса Феодора Прусская (нем. Margarethe Beatrice Feodora von Preußen; 22 апреля 1872, Потсдам, Королевство Пруссия, Германская империя — 22 января 1954, Кронберг, Гессен, ФРГ) — принцесса из дома Гогенцоллернов, дочь Фридриха III, короля Пруссии и императора Германии. Супруга ландграфа Фридриха Карла; в замужестве — ландграфиня Гессен-Касселя и королева Финляндии.
- Брат— Фридрих Вильгельм (1893—1916), погиб в Румынии
- Брат— Максимилиан (1894—1914), погиб во Фландрии
- Брат— Филипп (1896—1980), был женат на Мафальде Савойской
- Брат— Вольфганг (1896—1989), был женат на Марии Александре Баденской
- Брат— Кристоф (1901—1943), погиб, был женат на Софии Греческой и Датской